# Aïgo saou
L'aïgo saou (« eau et sel » en provençal) ou aigo sau est une recette de poisson méditerranéen bouilli originaire de la Côte d'Azur. Les poissons les plus couramment utilisés dans cette soupe sont le sar, la vive, le sévéréou et la petite daurade. On peut aussi y ajouter des escargots ou d'autres produits.